# Molalna koncentracija
Molalna koncentracija ali molalnost predstavlja koncentracijo topljenca, raztopljenega v določeni masi topila (ne raztopine!). Če 1 mol snovi raztopimo v 2 kg topila, dobimo raztopino z molalno koncentracijo 0,50 mol/kg oziroma 0,50 molalno raztopino. 
{\displaystyle b_{raztopine}={\frac {n_{topljenca}}{m_{topila}}}}
Po sistemu enot SI ima molalna koncentracija enoto mol/kg, pogosto pa se za zapis molalne koncentracije raztopine uporablja tudi mala črka m, zato je pri njeni uporabi potrebna previdnost. Z malo črko m je v fiziki po navadi označena masa, v sistemu enot SI pa meter. Ameriški Narodni urad za standarde in tehnologijo je uporabo m označil za zastarelo in predlagal uporabo izraza "molalnost snovi B" (mB) z enoto mol/kg ali ustrezno enoto SI.
Podobno kot pri ostalih meritvah, ki temeljijo na masi snovi, pri določanju molalnosti potrebujemo samo dobro tehtnico. Ker tako maso topljenca kot maso topila določimo s tehtanjem, je molalnost neodvisna od fizikalnih okoliščin (temperatura, tlak), zaradi česar ima prednost pred molarnostjo.
V razredčenih vodnih raztopinah pri sobni temperaturi in standardnem zračnem tlaku je molalnost približno enaka molarnosti. Pri teh pogojih zavzema 1 kilogram vode prostornino približno 1 liter, volumen topljenca v razredčenih raztopinah pa je zanemarljiv. V vseh ostalih primerih te poenostavitve ne smemo upoštevati.